# NBA TV Canada
NBA TV Canada, à l'origine Raptors NBA TV, est une chaîne de télévision sportive canadienne de catégorie B consacrée à l'actualité de la ligue de basket-ball nord-américaine NBA, et plus particulièrement à celle de l'équipe canadienne des Raptors de Toronto. Elle appartient au groupe Maple Leaf Sports & Entertainment.

## Histoire
Après avoir obtenu une licence auprès du CRTC en décembre 2000 pour le service Raptors Basketball Channel, Maple Leaf Sports & Entertainment a lancé la chaîne le 7 septembre 2001 sous le nom Raptors NBA TV en diffusant des matchs de la NBA mais en mettant en priorité les matchs des Raptors de Toronto.
La version haute définition a été lancée le 1er novembre 2005.
La chaîne a été renommée NBA TV Canada le 15 octobre 2010.
Le Régime de retraite des enseignantes et des enseignants de l'Ontario qui détient 79,5 % des actions dans Maple Leaf Sports & Entertainment ont vendu la majorité de leurs actions à un consortium formé de Rogers Communications, Bell Canada et BCE Master Trust Fund (plan de pension de Bell). La transaction est en révision devant le Bureau de la concurrence du Canada et du CRTC, conclu à l'été 2012.
En septembre 2024, BCE vend ses parts dans MLSE à Rogers pour 4,7 milliards de dollars, incluant ses parts dans cette chaîne.